# Dąbrowa (gmina w województwie kieleckim)
Dąbrowa (od 1973 Masłów) – dawna gmina wiejska istniejąca do 1954 roku w woj. kieleckim. Siedzibą władz gminy była Dąbrowa. 
Za Królestwa Polskiego gmina Dąbrowa należała do powiatu kieleckiego w guberni kieleckiej (utworzonej w 1867). W połowie 1870 roku do gminy Dąbrowa włączono obszar zniesionej gminy Mąchocice
W okresie międzywojennym gmina Dąbrowa należała do powiatu kieleckiego w woj. kieleckim. Po wojnie gmina zachowała przynależność administracyjną. Według stanu z dnia 1 lipca 1952 roku gmina składała się z 11 gromad: Brzezinki, Cedzyna, Ciekoty, Dąbrowa, Domaszowice Rządowe, Domaszowice Wikaryjskie, Masłów, Mąchocice Kapitulne, Mąchocice-Scholasteria, Nowy Folwark i Wola Kopcowa.
Jednostka została zniesiona 29 września 1954 roku wraz z reformą wprowadzającą gromady w miejsce gmin. Po reaktywowaniu gmin z dniem 1 stycznia 1973 roku gminy Dąbrowa nie przywrócono, utworzono natomiast jej terytorialny odpowiednik, gminę Masłów. Obecnie fragment dawnej gminy stanowi integralną część Kielc o nazwie Dąbrowa.